# Vasili Kuznetsov

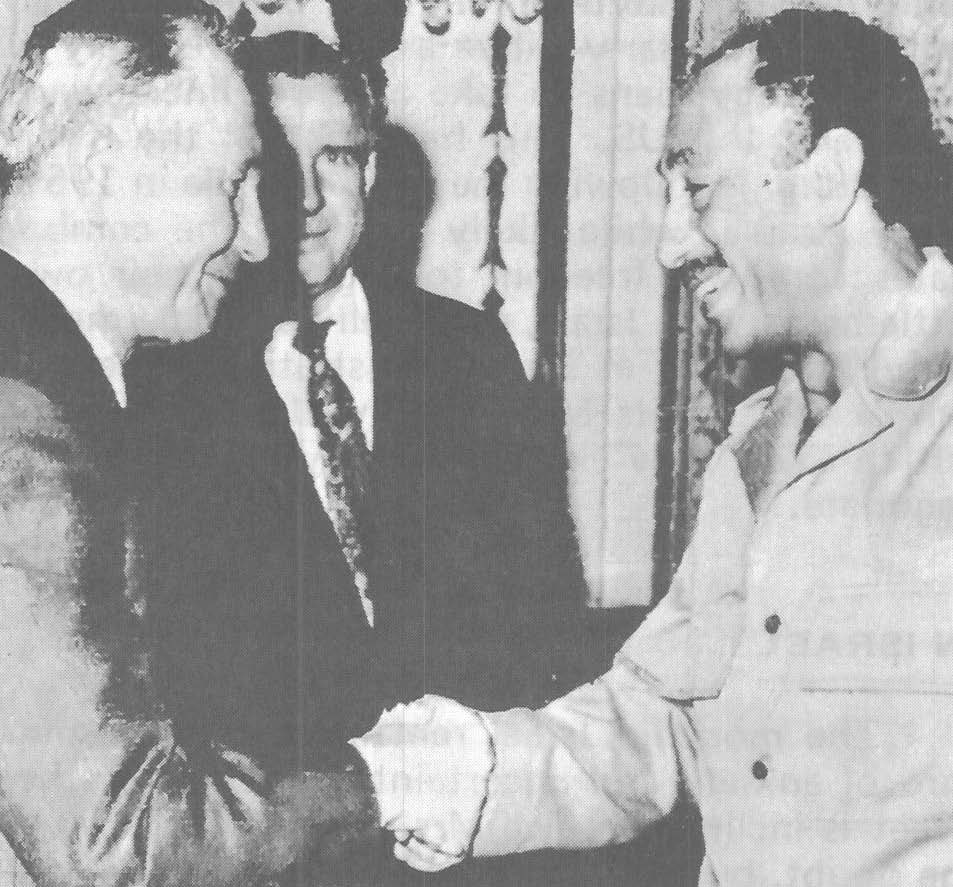
Vasily Kuznetsov (à esquerda) e presidente do Egito Anwar Sadat

Vasili Vasilyevich Kuznetsov (em russo: Васи́лий Васи́льевич Кузнецо́в; 13 de fevereiro [OS 31 de janeiro] de 1901 – 5 de junho de 1990) foi um político soviético russo que atuou como presidente do Presidium do Soviete Supremo da União Soviética de 1982 a 1983 (após a morte de Brezhnev), pela segunda vez em 1984 (após a morte de Andropov), e pela terceira vez em 1985 (após a morte de Chernenko).
Presidente do Presidium do Soviete Supremo da União Soviética era formalmente o cargo mais alto do estado. Durante o mandato, Kuznetsov tinha 81-82, 82-83 e 84 anos, respectivamente, então ele é o chefe mais velho do estado soviético e russo na história (ele era mais velho que todos os três antecessores neste cargo).